# Chapelle Notre-Dame du Bourg
La chapelle Notre-Dame du Bourg est une chapelle catholique située à Agen, en France.

## Localisation
La chapelle Notre-Dame du Bourg est située à rue de Montesquieu, à l'intersection avec la rue des Droits-de-l'Homme, à Agen, dans le département français de Lot-et-Garonne.

## Historique
Une chapelle a été construite près d'un cimetière chrétien placé à l'extérieur de la première enceinte de la ville. La chapelle actuelle a été construite à la fin du XIIIe siècle quand la chapelle est devenue église paroissiale sous le nom de Notre-Dame du Bourg. Elle a été incluse dans la seconde enceinte d'Agen.
Au XVe siècle, le chevet initialement carré est remplacé par une abside polygonale.
Dans la nuit du 1er décembre 1561, les protestants maîtres de la ville pillent et incendient la cathédrale Saint-Étienne, la collégiale Saint-Caprais et Notre-Dame du Bourg. Un procès-verbal de l'état des églises est alors dressé par les autorités de la ville. L'église est restaurée et agrandie en perçant le mur sud pour construire un bas-côté. L'évêque d'Agen, Jules Mascaron, en fait un lieu de dévotion qui lui fait donner son second nom, Notre-Dame de Grâce.
À la suite d'un décret de Napoléon Ier, le cimetière est supprimé en 1809.
L'édifice est inscrit au titre des monuments historiques le 22 février 1926.

## Vitraux
L'église a été décorée de vitraux réalisés par le maître-verrier bordelais Henri Feur en 1884.

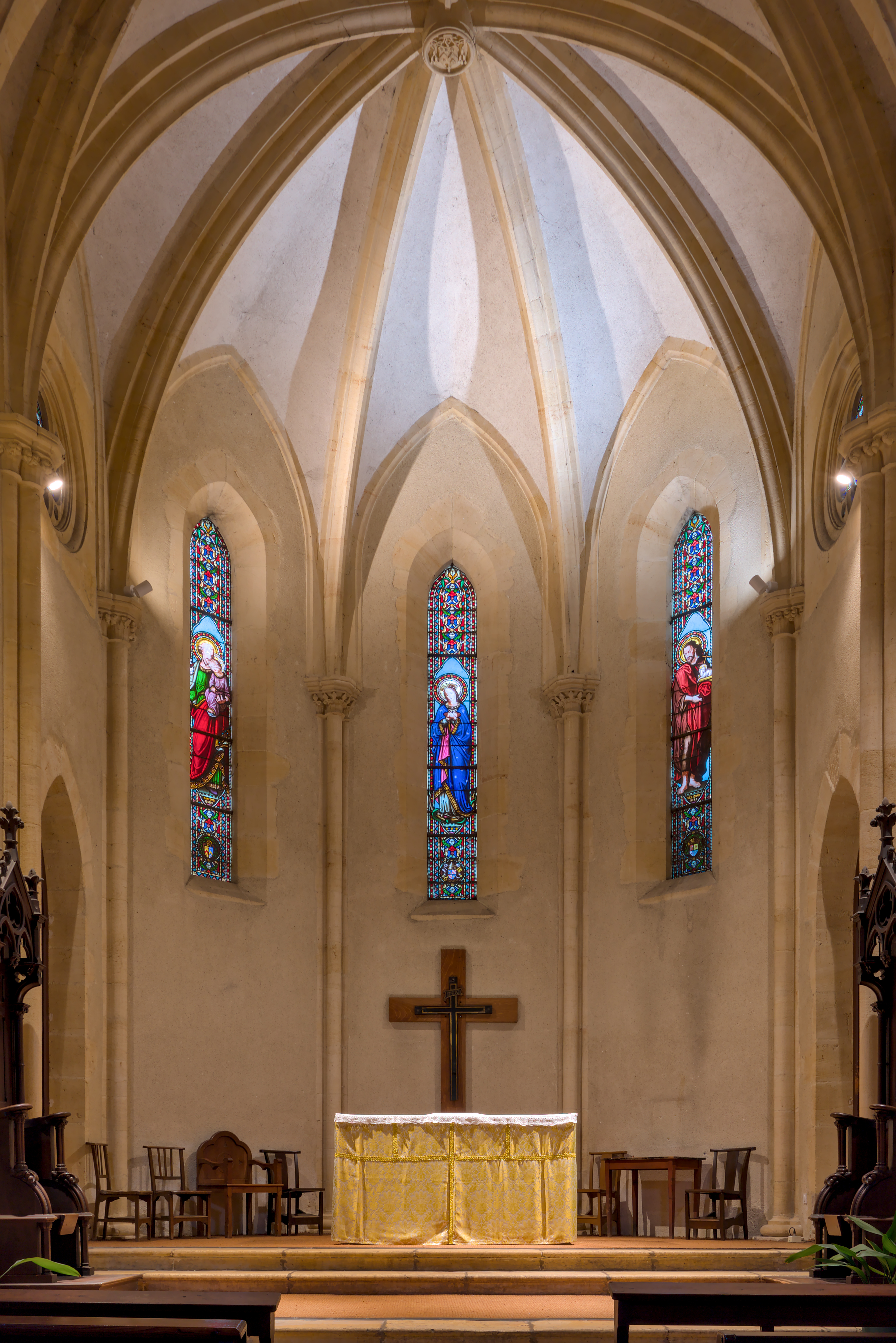
Le chœur
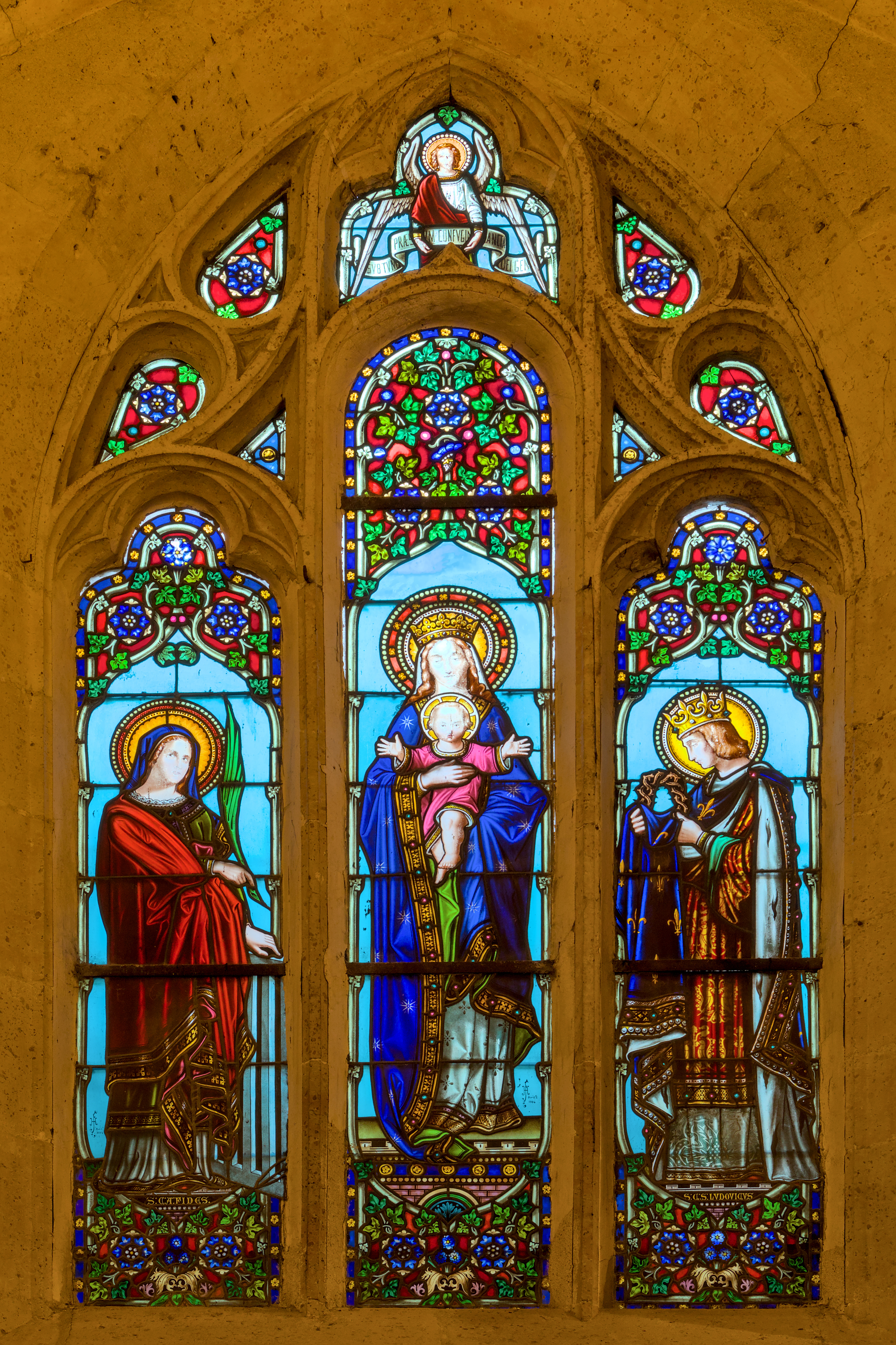
Vitrail du bas-côté avec le monogramme d'Henri Feur au pied de la représentantion de la Vierge à l'Enfant